# Gordon Bressack
Gordon Joseph Bressack (New York, 1951. május 28. – Los Angeles, 2019. augusztus 30.) amerikai forgatókönyvíró.

## Filmjei
- Hupikék törpikék (Smurfs) (1983–1989, tv-sorozat, 11 epizód)
- Snorks (1984–1985, tv-sorozat, tíz epizód)
- Pound Puppies (1986, tv-sorozat, három epizód)
- Bionic Six (1987, tv-sorozat, 25 epizód)
- Tini nindzsa teknőcök (Teenage Mutant Ninja Turtles) (1989, 1991, tv-sorozat, két epizód)
- Pöttöm kalandok (Tiny Toon Adventures) (1990–1991, tv-sorozat, 15 epizód)
- Yo Yogi! (1991, tv-sorozat, két epizód)
- Darkwing Duck (1991–1992, tv-sorozat, két epizód)
- Adventures of Sonic the Hedgehog (1993, tv-sorozat, három epizód)
- Animánia (Animaniacs) (1993–1997, tv-sorozat, 11 epizód)
- Mighty Max (1994, tv-sorozat, 19 epizód)
- Captain Simian & The Space Monkeys (1996–1997, tv-sorozat, 15 epizód)
- Bunkó és Vész (Pinky and the Brain) (1995–1998, tv-sorozat, 16 epizód)
- Pinky, Elmyra & the Brain (1998–1999, tv-sorozat, öt epizód)
- Little People: Big Discoveries (1999, tv-sorozat, öt epizód)
- Sushi Pack (2007, tv-sorozat, négy epizód)
- WordGirl (2011, tv-sorozat, négy epizód)